# Beisitzrecht
Das Beisitzrecht ist ein Begriff aus dem historischen Erbrecht. Es bezeichnet ein Nutzungsrecht des überlebenden Ehegatten an bestimmten, vom verstorbenen Ehegatten den gemeinsamen Kindern vererbten Nachlassgegenständen, insbesondere an Liegenschaften.
Im Freiburger Stadtrecht von 1520 wird das römische Noterbrecht mit deutschrechtlichen Instituten wie dem Ehegüterrecht kombiniert. An Stelle der altrechtlichen Verfangenschaft tritt die sofortige Teilung der Gütermassen mit Beisitzrecht.